# Tadeusz Łomnicki

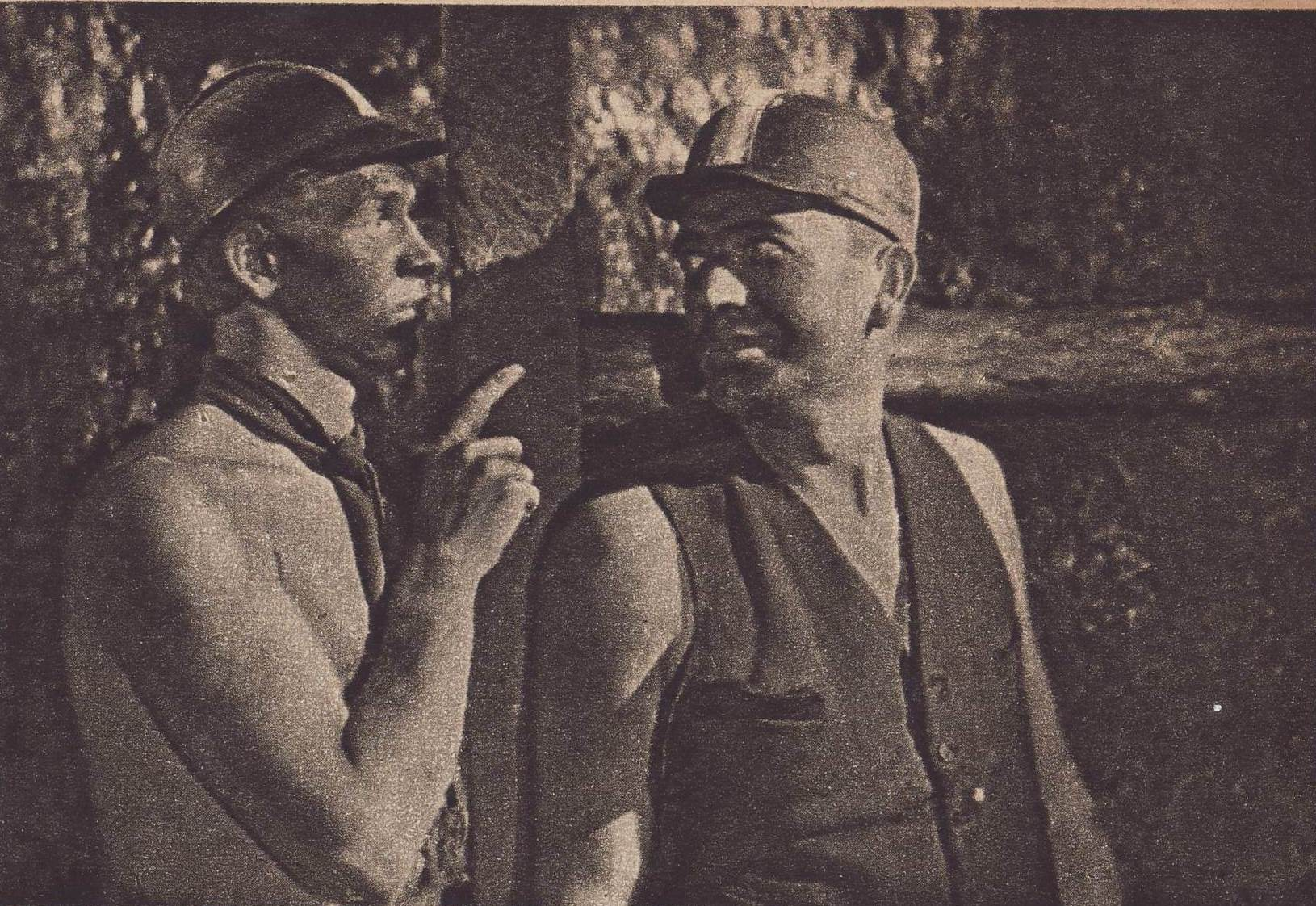
Tadeusz Łomnicki i Stanisław Winczewski jako górnicy w filmie Stalowe serca

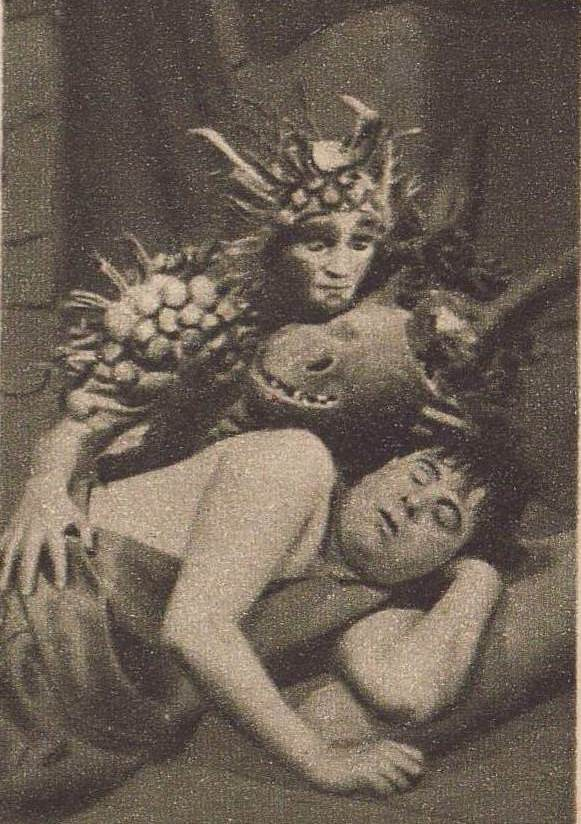
Tadeusz Łomnicki i Eugeniusz Fulde w sztuce Sen nocy letniej, Teatr w Krakowie, 1948

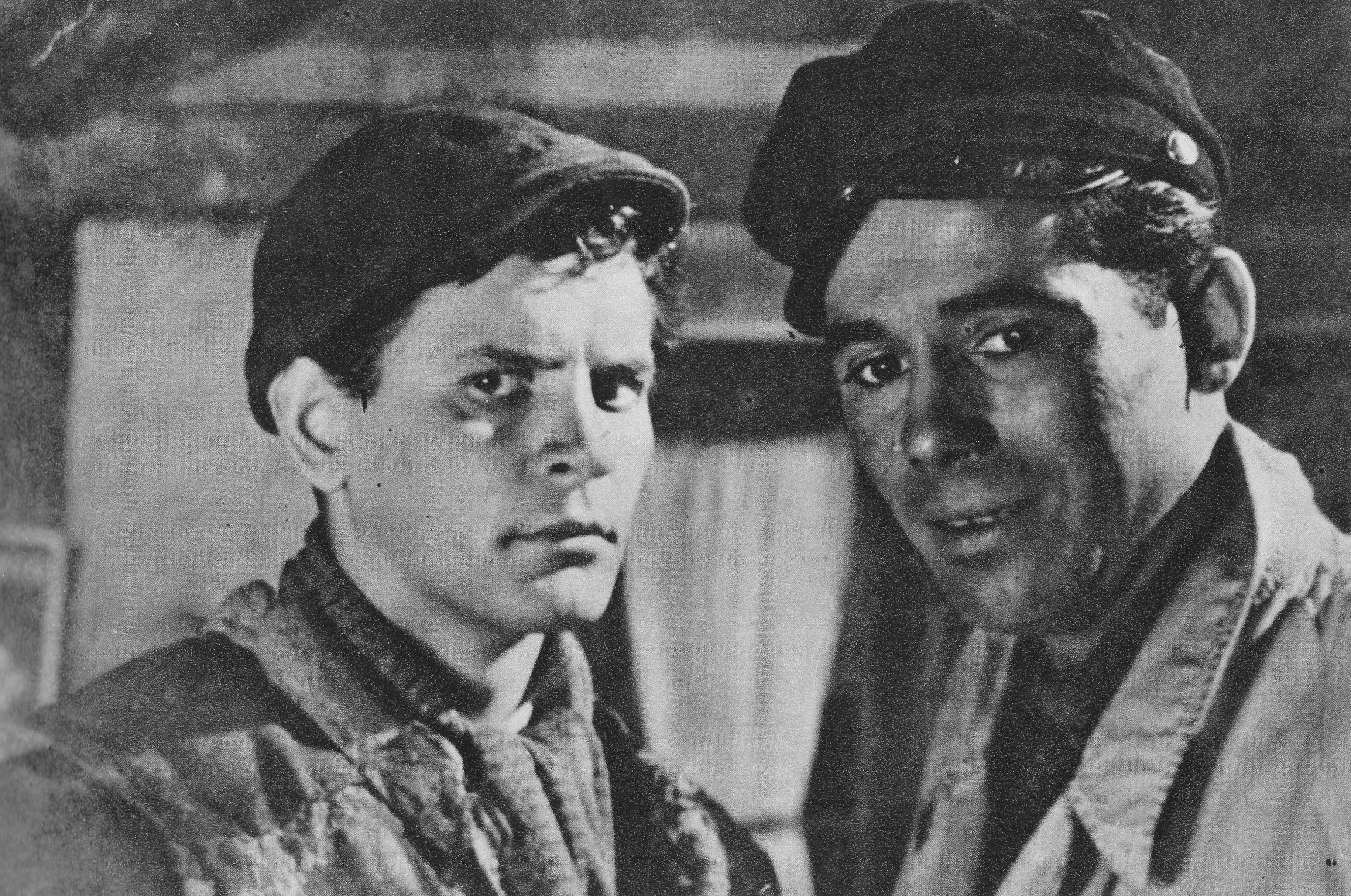
Tadeusz Łomnicki (z lewej) i Tadeusz Janczar w filmie Pokolenie, 1954

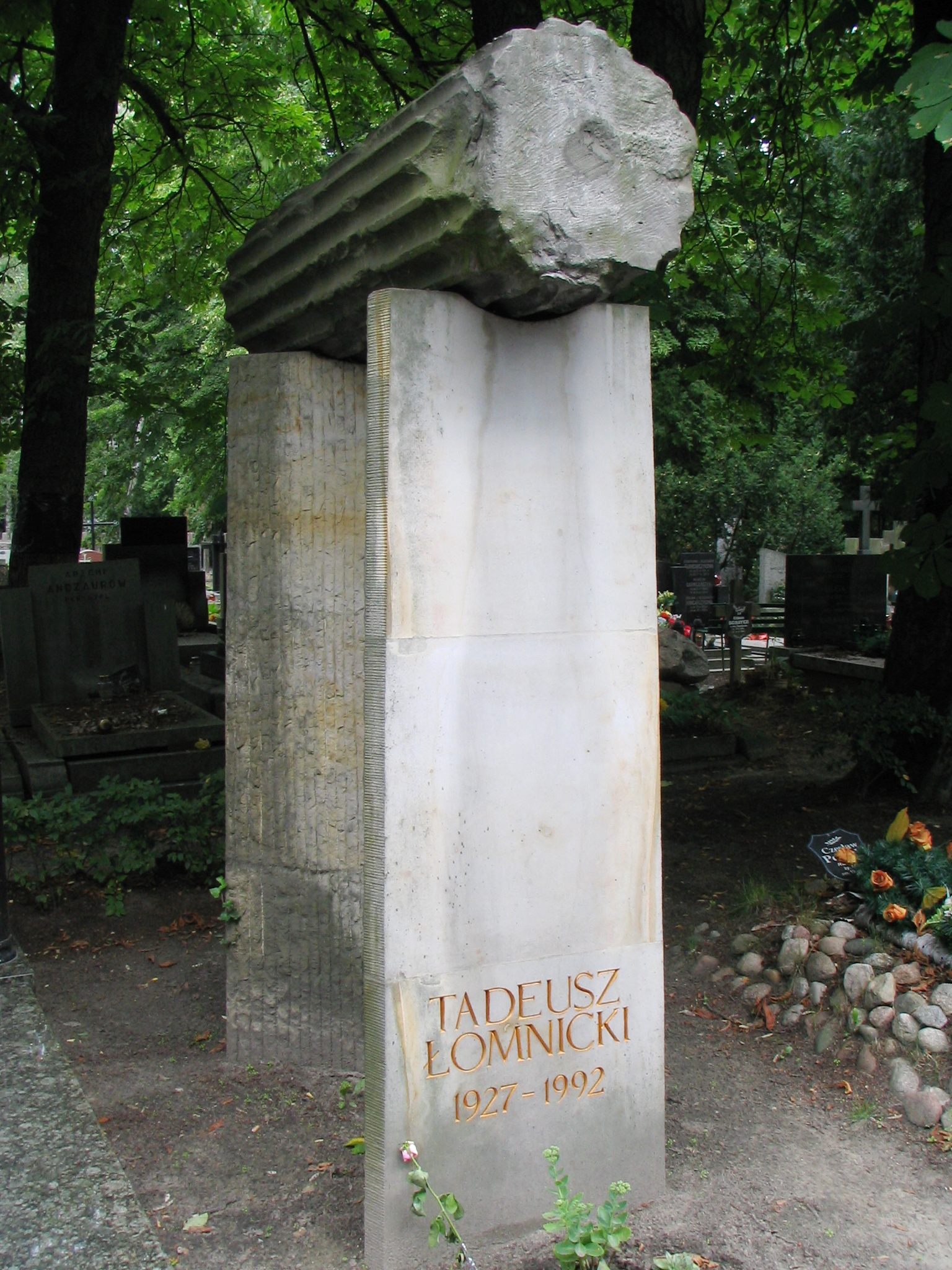
Grób Tadeusza Łomnickiego na cmentarzu Wojskowym na Powązkach w Warszawie autorstwa Grzegorza Kowalskiego

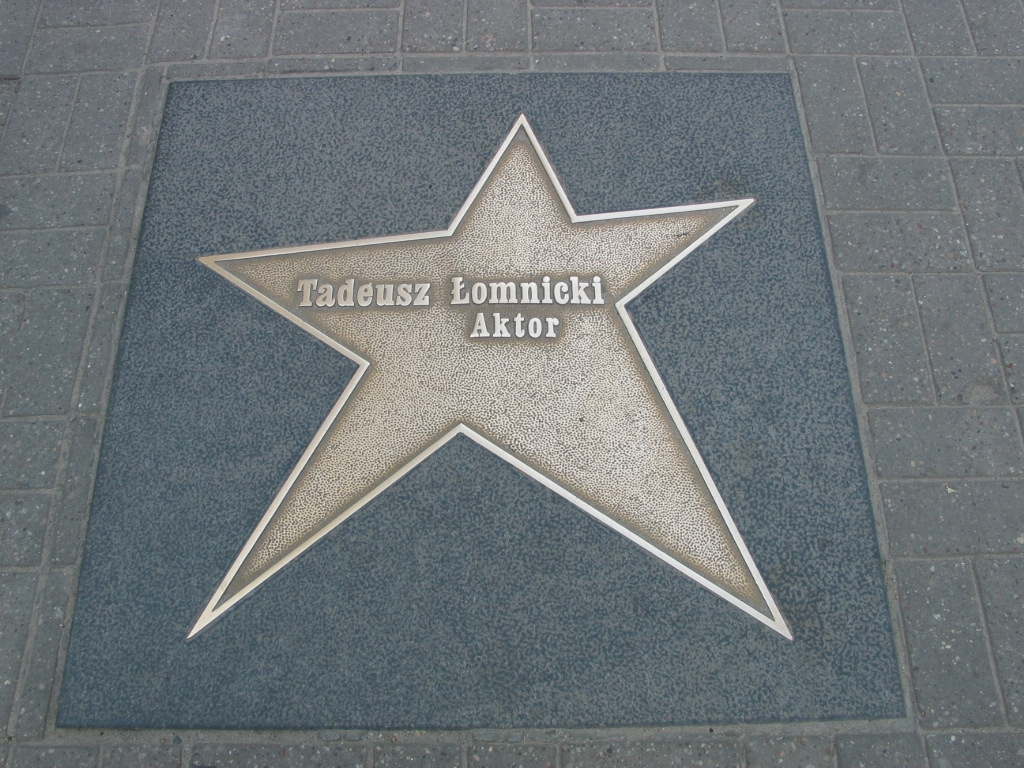
Gwiazda w łódzkiej Alei Gwiazd

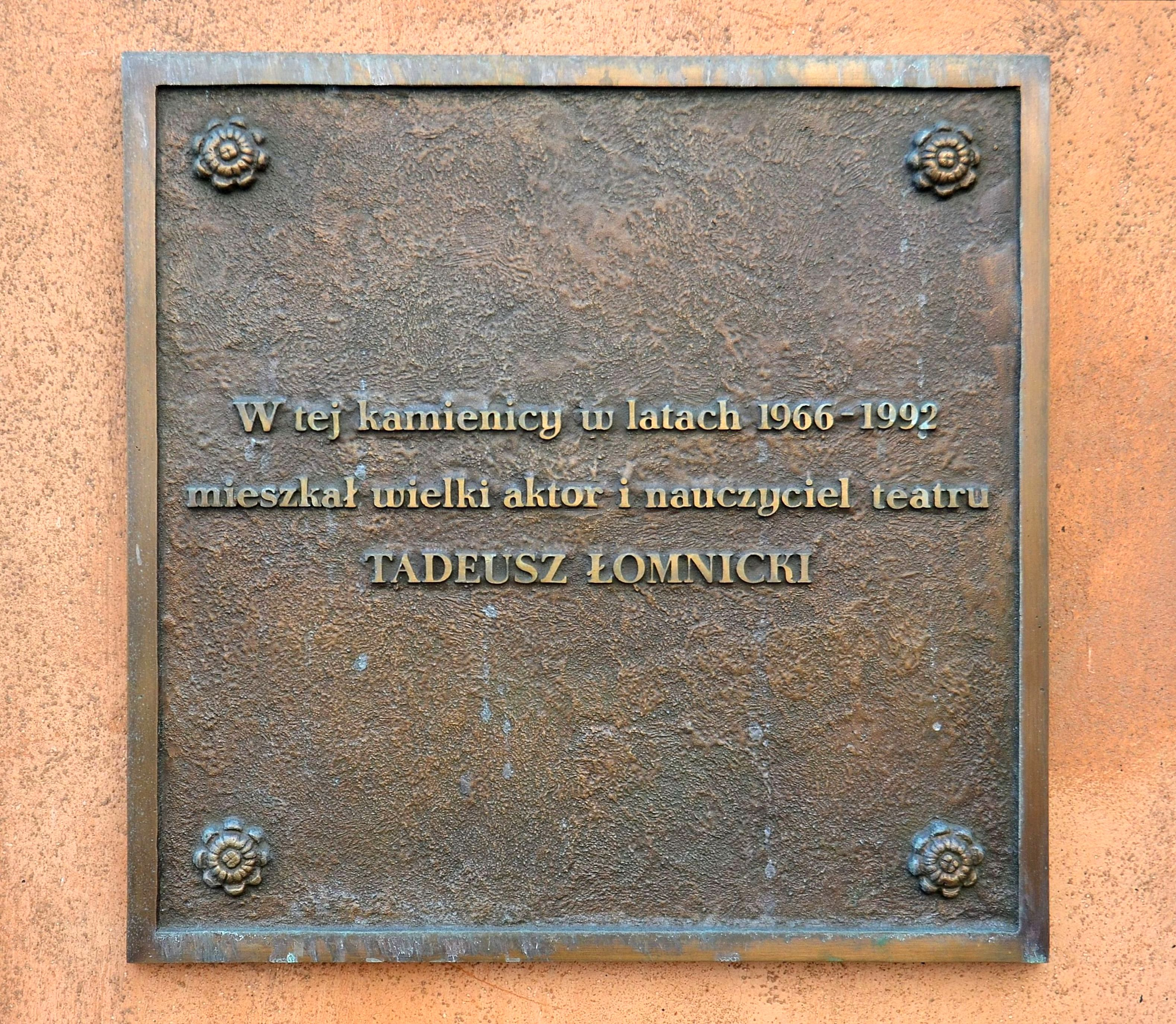
Tablica pamiątkowa przy wejściu do kamienicy przy ul. Piwnej 21/23 w Warszawie, w której w latach 1966–1992 mieszkał Tadeusz Łomnicki

Tadeusz Łomnicki (ur. 18 lipca 1927 w Podhajcach, zm. 22 lutego 1992 w Poznaniu) – polski aktor teatralny i filmowy, reżyser teatralny, dramaturg, pedagog oraz założyciel i pierwszy dyrektor warszawskiego Teatru na Woli.
Dorobek artystyczny Łomnickiego obejmuje 82 role sceniczne, 51 ról filmowych, 26 ról w spektaklach teatru telewizji, 12 reżyserii teatralnych. Dwie spośród napisanych przez niego sztuk – „Noe i jego menażeria” i „Kąkol i pszenica” doczekały się realizacji. Uznawany za jednego z najwybitniejszych aktorów w historii polskiej kinematografii.

## Życiorys
Urodził się w rodzinie Mariana, urzędnika pocztowego, i Jadwigi, nauczycielki. Brat Jana, reżysera i scenarzysty. Podczas okupacji niemieckiej ukończył w 1942 Gimnazjum Handlowe w Dębicy. Następnie przebywał w Krakowie, gdzie łączył pracę zarobkową (robotnik kolejowy, praca w banku) z nauką gry na skrzypcach. W czasie II wojny światowej należał do Szarych Szeregów, później był żołnierzem Armii Krajowej.
Po wkroczeniu w 1945 roku Armii Czerwonej do Krakowa wstąpił do Milicji Obywatelskiej, którą opuścił niespełna rok później, aby urzeczywistnić swoje artystyczne marzenia. W 1946 ukończył Studium Teatralne przy Starym Teatrze w Krakowie. W sezonie 1946/47 występował w Teatrze Miejskim w Katowicach. Po powrocie do Krakowa, w latach 1947–1949 występował w funkcjonujących wtedy Miejskich Teatrach Dramatycznych (Kraków), gdzie zadebiutował jako dramaturg (sztuka Noe i jego menażeria). Od 1949 grał w Warszawie, zaangażowany do Teatru Współczesnego. Od roku 1952 był w zespole Teatru Narodowego. W 1954 ukończył studia na Wydziale Reżyserskim PWST w Warszawie (dyplom w 1965). W 1957 ponownie przeszedł do zespołu Teatru Współczesnego i pozostał tam do 1974. Jako reżyser zadebiutował w 1965 na Małej Scenie Teatru Współczesnego. W 1969 został prorektorem, a w następnym roku rektorem warszawskiej PWST i był nim w latach 1970–1981. W 1976 założył i objął dyrekcję oraz kierownictwo artystyczne Teatru Na Woli. Zagrał tu m.in. Goyę w Gdy rozum śpi Vallejo w reżyserii Andrzeja Wajdy, Bukara w Przedstawieniu „Hamleta” we wsi Głucha Dolna, Fantazego w Fantazym Słowackiego i Salieriego w Amadeuszu Shaffera. W 1981 zrezygnował z dyrekcji Teatru Na Woli, zakończył też drugą kadencję rektora PWST.
Kiedy ciężko zachorował, operację serca w Londynie zorganizował i zapłacił za nią Roman Polański, u którego później przez kilka miesięcy mieszkał w Paryżu. Choroba serca i operacja w Londynie spowodowały blisko dwuletnią przerwę w jego życiu zawodowym.
W roku 1984 przeszedł do zespołu aktorskiego Teatru Studio. Od roku 1988, niezwiązany etatowo z żadną sceną, występował nadal gościnnie w teatrach: Dramatycznym, Powszechnym i Współczesnym. Pisał także wiersze, nowele, eseje i wspomnienia („Spotkania teatralne”, 1984).
Tadeusz Łomnicki zagrał wiele ról filmowych – w takich produkcjach jak Pokolenie, Niewinni czarodzieje i Człowiek z marmuru Andrzeja Wajdy, Eroica Andrzeja Munka, Kontrakt Krzysztofa Zanussiego, Przypadek i Dekalog VIII Krzysztofa Kieślowskiego oraz Pan Wołodyjowski i Potop Jerzego Hoffmana, gdzie zagrał postać pułkownika Michała Wołodyjowskiego.
W ostatnich miesiącach życia pochłaniała go praca nad szekspirowskim Królem Learem w Teatrze Nowym w Poznaniu. Zmarł na atak serca, w czasie jednej z prób do tej sztuki. Ostatnie jego słowa były słowami Leara: „Więc jakieś życie świta przede mną. Dalej, łapmy je, pędźmy za nim, biegiem, biegiem!”. Po jego śmierci Jan Kott napisał: odszedł jeden z największych aktorów w jego pokoleniu. W Polsce i na świecie.
Pochowany w Alei Zasłużonych na cmentarzu Wojskowym na Powązkach w Warszawie (kwatera A30-tuje-14).

## Życie prywatne
Był pięciokrotnie żonaty, ostatnią żoną była Maria Bojarska. Miał syna Jacka Łomnickiego (1951–2009), operatora filmowego. Był ateistą.

## Działalność polityczna
W 1951 roku złożył deklarację o przystąpienie do Polskiej Zjednoczonej Partii Robotniczej (jego żona Maria Bojarska w książce Król Lear nie żyje wspomina o zaświadczeniu, z którego wynika, że należał do partii już w 1948 roku). Początkowo odmawiano mu zgody na wstąpienie do partii z powodu jego AK-owskiej przeszłości, której zresztą nie ukrywał. W grudniu 1971 roku zasiadł w Prezydium VI Zjazdu PZPR, a na jego zakończenie został zastępcą członka Komitetu Centralnego PZPR. Na VII Zjeździe, w grudniu 1975 roku, ponownie na VIII Zjeździe w 1980 roku oraz po Nadzwyczajnym IX Zjeździe PZPR w lipcu 1981 r. Łomnicki był wybierany członkiem KC PZPR. Po wprowadzeniu stanu wojennego oddał legitymację członkowską (17 XII 1981 roku). Mimo propozycji: najpierw Mieczysława Rakowskiego, a po 1989 roku – Lecha Wałęsy, do świata polityki nie wrócił. Od 1974 był także członkiem Prezydium Zarządu Głównego Towarzystwa Przyjaźni Polsko-Radzieckiej.

## Ocena kariery aktorskiej
Był aktorem o nieograniczonych, jak pisano, możliwościach wyrazu i umiejętnościach przeistaczania się. Do historii teatru przeszły jego role Orestesa w Ifigenii w Taurydzie Goethego, Artura Ui w Karierze Artura Ui Brechta, Solonego w Trzech siostrach Czechowa, Łatki w Dożywociu Fredry, Kapitana Edgara w Play Strindberg Dürrenmatta w reżyserii Andrzeja Wajdy – wszystkie w Teatrze Współczesnym, a także jego Prysypkin w Pluskwie Majakowskiego w Teatrze Narodowym oraz Horodniczy w Rewizorze Gogola i Sager w Stalinie Salvatore’a w Teatrze Tv.

## Filmografia
- 1946: Dwie godziny – Kuba
- 1948: Stalowe serca – górnik Wiktor Tuszyński
- 1950: Dwie brygady – aktor Pietrzak grający Jarkę, syna Karhana
- 1951: Załoga – Józef Wietecha, uczeń Państwowej Szkoły Morskiej
- 1953: Żołnierz zwycięstwa – żołnierz pochodzący z Mogiły
- 1953: Piątka z ulicy Barskiej – Lutek Kozłowski
- 1954: Pokolenie – Stach
- 1956: Trzy kobiety – gość informujący o losach pułkownika Obertyna
- 1957: Eroica – porucznik Zawistowski
- 1958: Zamach – Marek
- 1958: Ósmy dzień tygodnia – Grzegorz Walicki, brat Agnieszki
- 1958: Baza ludzi umarłych – „Partyzant”
- 1959: Kamienne niebo – Maniuś
- 1960: Niewinni czarodzieje – Bazyli
- 1961: Czas przeszły – Antoni, członek oddziału
- 1962: Zerwany most – inżynier
- 1963: Wiano – nauczyciel Edek, chłopak Ulki
- 1963: Mansarda – Hilary
- 1964: Życie raz jeszcze – Jakuszyn
- 1964: Pierwszy dzień wolności – porucznik Jan
- 1965: Potem nastąpi cisza – major Świętowiec
- 1965: Głos ma prokurator – oskarżony Wojciech Trepa
- 1966: Kontrybucja – kasjer w banku
- 1966: Lekarz stwierdza... – dr Manfred Mauerer
- 1966: Bariera – lekarz w przychodni zakładowej
- 1967: Zabijaka – Łuczkow
- 1967: Stajnia na Salvatorze – Jan Gajewski „Zyga”
- 1967: Ręce do góry – Opel Rekord
- 1969: Przygody pana Michała – Michał Wołodyjowski
- 1969: Pan Wołodyjowski – Michał Wołodyjowski
- 1970: Pan Dodek – woźny w urzędzie
- 1971: Gwiazda Wytrwałości – Joachim Lelewel
- 1972: Poślizg – nerwowy klient warsztatu samochodowego
- 1973: Nagrody i odznaczenia – sekretarz partii
- 1973: Listy naszych czytelników – bohater
- 1974: Potop – Michał Wołodyjowski
- 1976: Człowiek z marmuru – reżyser Jerzy Burski
- 1977: Tańczący jastrząb – dyrektor
- 1977: Żołnierze wolności – Bolesław Kowalski, dowódca AL okręgu Warszawa-Miasto w Powstaniu Warszawskim
- 1977: Granica – starosta Czechliński
- 1977: Akcja pod Arsenałem – lekarz
- 1978: ...Gdziekolwiek jesteś panie prezydencie... – Stefan Starzyński
- 1979: Klucznik – hrabia
- 1980: Wizja lokalna 1901 – burmistrz Mossenbach
- 1980: Kontrakt – Adam Ostoja-Okędzki
- 1981: Przypadek – komunista Werner
- 1981: Limuzyna Daimler-Benz – profesor Stefan Hahn
- 1982: Dom – adwokat-oświęcimiak, obrońca Kazanowicza (odc. 9)
- 1984: Miłość z listy przebojów – profesor, członek „teatrzyku”
- 1984: Dom wariatów – ojciec
- 1985: Kronika wypadków miłosnych – pastor Baum, ojciec Grety i Engela
- 1988: Biesy – kapitan
- 1988: Dekalog VIII – krawiec
- 1989: Modrzejewska – Fiodor Berg
- 1989: Lawa – ksiądz; mężczyzna w Salonie Warszawskim
- 1990: Seszele – śpiewak występujący w roli Scarpii
- 1990: Pensjonat „Słoneczny blask” – Gustaw Leski
- 1990: Napoleon – Michaił Kutuzow (odc. 5)
- 1991: All of me – dyrektor teatru
- 1991: Ferdydurke – wuj

## Spektakle Teatru Tv
- Zegarek Jerzy Szaniawski (premiera tv 8 kwietnia 1955) – Jan, jego uczeń
- Wyjątek i reguła Bertolt Brecht (premiera tv 10 sierpnia 1955) – Kulis
- Zawieja Wiera Panowa (premiera tv 3 listopada 1958)
- Rower Lucjan Szenwald (premiera tv 24 listopada 1958)
- Ptak Jerzy Szaniawski (premiera tv 15 grudnia 1958) – Student
- Sceny dramatyczne z „Dziadów” Adama Mickiewicza Adam Mickiewicz (premiera tv 2 listopada 1959)
- Songi i wiersze Brechta Bertolt Brecht (premiera tv 18 stycznia 1960)
- Mizantrop Molier (premiera tv 30 maja 1960)
- Poezja murzyńska (premiera tv 8 lutego 1961)
- Pastwisko na Derebence Charles Ferdinand Ramuz (premiera tv 13 marca 1961) – narrator
- Sonety Krymskie Adam Mickiewicz (premiera tv 16 kwietnia 1961)
- Nowości poetyckie (premiera tv 9 czerwca 1961)
- Kobieta jest diabłem Prosper Mérimée (premiera tv 6 sierpnia 1961)
- Zegarek Jerzy Szaniawski (premiera tv 9 października 1961) – Jan
- Niby gaj Jerzy Andrzejewski (premiera tv 25 października 1961) – narrator
- Wiersze Tadeusz Borowski (premiera tv 21 stycznia 1962)
- Vita nuova Dante Alighieri (premiera tv 18 lutego 1962)
- Stranitzky i bohater narodowy Friedrich Dürrenmatt (premiera tv 12 marca 1962) – Stranitzky
- Polały się łzy Adam Mickiewicz (premiera tv 24 grudnia 1962)
- Stawka na martwego dżokeja Irwin Shaw (premiera tv 25 lutego 1963) – Lloyd Barber
- Aktorki. Parias cz. Parias August Strindberg (premiera tv 1 kwietnia 1963) – Pan Y
- Ifigenia w Taurydzie Johann Wolfgang Goethe (premiera tv 8 lutego 1965) – Orestes
- Trzy opowiadania cz. Złoczyńca Anton Czechow (premiera tv 2 stycznia 1966) – Denis
- Trzy opowiadania cz. Drogi pies Anton Czechow (premiera tv 2 stycznia 1966) – Wolontariusz Knaps
- Trzy opowiadania cz. Narzeczony i ojczulek Anton Czechow (premiera tv 2 stycznia 1966) – Miłkin
- Pożegnanie z Marią Tadeusz Borowski (premiera tv 16 maja 1966) – Tadeusz
- Martwe dusze Mikołaj Gogol (premiera tv 13 czerwca 1966) – Czyczykow
- Dwa skrzydła Władysław Broniewski (premiera tv 26 lutego 1967)
- Kartoteka Tadeusz Różewicz (premiera tv 12 czerwca 1967) – Bohater
- Co kto lubi lub telewizyjne quod libet  (premiera tv 6 grudnia 1968) – Fernandel
- Makbet William Shakespeare (premiera tv 30 czerwca 1969) – Makbet
- Mała ankieta Peter Karvas (premiera tv 8 listopada 1970) – Lekarz
- Świętoszek Molier (premiera tv 8 lutego 1971) – Tartufe
- Poskromienie złośnicy William Shakespeare (premiera tv 12 kwietnia 1971) – Petrukio
- Popiół i diament Jerzy Andrzejewski (premiera tv 23 września 1974) – Stefan Szczuka
- Jegor Bułyczow i inni Maksim Gorki (premiera tv 28 kwietnia 1975) – Jegor Bułyczow
- Rewizor Mikołaj Gogol (premiera tv 5 grudnia 1977) – Horodniczy
- Śmierć komiwojażera Arthur Miller (premiera tv 13 lipca 1980) – Willy
- Korupcja Andrzej Kuśniewicz (premiera tv 27 marca 1981) – Stary
- Molier czyli zmowa świętoszków Michaił Bułhakow (premiera tv 25 maja 1981) – Jean-Baptiste Poquelin de Moliere
- Przedwiośnie Stefan Żeromski (premiera tv 9 listopada 1981) – Seweryn Baryka
- Ostatnia taśma Samuel Beckett (premiera tv 26 stycznia 1989) – Krapp
- Ja, Feuerbach Tankred Dorst (premiera tv 26 marca 1990) – Aktor Feuerbach + reżyseria przy współpracy Jerzego Gruzy
- Szalbierz György Spiró (premiera tv 21 stycznia 1991) – Bogusławski
- Ojciec August Strindberg (premiera tv 18 listopada 1991) – Rotmistrz
- Stalin Gaston Salvatore (premiera tv 2 marca 1992) – Icyk Sager

## Scenariusz
- 1961: Ambulans krótkometrażowy

## Dubbing
- 1963: Pasażerka – narrator
- 1965: Lenin w Polsce – Włodzimierz Lenin
- 1967: Morderca zostawia ślad – Rodecki
- 1969: Pan Wołodyjowski – Halim, sługa Azji

## Ordery i odznaczenia
- Order Sztandaru Pracy I klasy (1976)
- Order Sztandaru Pracy II klasy (1962)
- Złoty Krzyż Zasługi (11 lipca 1955)[10]
- Medal 30-lecia Polski Ludowej (1974)
- Medal 10-lecia Polski Ludowej (19 stycznia 1955)[11]
- Medal Komisji Edukacji Narodowej (1973)
- Złota Odznaka honorowa „Za Zasługi dla Warszawy” (1970)[12]
- Medal "Za zasługi w rozwoju współpracy kulturalnej między Polską a Związkiem Radzieckim" (przyznany przez ZG TPPR, 1974)[13]
- Dyplom Ministerstwa Kultury ZSRR (1979)[14]

## Nagrody
- Wyróżnienie Podkomitetu Literatury i Sztuki Nagrody Państwowej w Sekcji Filmu za role w filmach Piątka z ulicy Barskiej i Pokolenie (1955)[15]
- Nagroda im. Tadeusza Boya-Żeleńskiego (1963) za rolę Artura Uli w Teatrze Współczesnym w Warszawie[16]
- Nagroda Państwowa I stopnia (22 lipca 1968)[17]
- Nagroda im. Aleksandra Zelwerowicza (dwukrotnie)[18]

## Upamiętnienie
Jego imieniem w 1996 roku nazwano warszawski Teatr Na Woli, a w 2002 roku Teatr Nowy w Poznaniu. W ankiecie tygodnika „Polityka” przeprowadzonej w 1998 roku czytelnicy tego tygodnika uznali go za największego polskiego aktora XX wieku.